# Компьютерный терроризм
Компьютерный терроризм (кибертерроризм) — использование компьютерных и телекоммуникационных технологий (прежде всего, Интернета) в террористических целях.
Термин был предложен в 1980-х годах старшим научным сотрудником Института безопасности и разведки (англ. Institute for Security and Intelligence) Барри Коллином, который использовал его в контексте тенденции к переходу терроризма из физического в виртуальный мир, возрастающего пересечения и срастания этих миров.
Общепринятого определения данного понятия не существует: зачастую «кибертерроризмом» называют проявления киберпреступности, кибервойны или «обычного» терроризма. Отмечается, что термин используется чрезмерно часто, а опасность явления преувеличивается СМИ и производителями средств информационной безопасности, желающими увеличить продажи своих продуктов.

## Определения

### Узкое определение
Если при определении понятия «кибертерроризм» использовать такой же подход, как и в случае с общим понятием «терроризм», то к актам кибертерроризма можно отнести лишь такие атаки на компьютерные системы (особенно через Интернет), которые угрожают имуществу или жизни и здоровью людей, либо способные повлечь серьёзное нарушение функционирования инфраструктурных объектов, и осуществляются негосударственными агентами. Прочие атаки необходимо расценивать как проявления киберпреступности или кибервойны.
Центр стратегических и международных исследований определяет кибертерроризм как «использование компьютерных сетевых инструментов для прекращения функционирования критических объектов национальной инфраструктуры (в частности, энергетических, транспортных, правительственных), либо для принуждения или устрашения правительства или гражданского населения».
Уильям Тафойа определяет кибертеррор как «запугивание общества путём использования высоких технологий для достижения политических, религиозных или идеологических целей, а также действия, которые приводят к отключению или удалению критичных для инфраструктурных объектов данных или информации».
Джим Харпер, директор департамента информационной политики Института Катона, указывает, что опасность кибертерроризма преувеличена: компьютерные атаки, способные вызвать страх у людей, причинить существенный физический вред, а тем более смерть, с учётом современного состояния технологий атак и обеспечения информационной безопасности, маловероятны.
Потенциальная опасность актов кибертерроризма является предметом внимания общества, учёных и правительственных организаций, однако назвать какие-либо конкретные атаки такого рода практически невозможно.

### Широкое определение
Институт технолитики определяет кибертерроризм как «предумышленное совершение действий, нарушающих функционирование компьютеров и/или телекоммуникационных сетей, либо угроза совершения таких действий, с намерением причинить вред или совершённая по социальным, идеологическим, религиозным или политическим мотивам; а также угроза личного характера, совершённая по тем же мотивам».
Национальная конференция законодательных собраний штатов (англ. The National Conference of State Legislatures) (организация, созданная для выработки согласованной политики по вопросам экономики и внутренней безопасности) определяет кибертерроризм следующим образом:

Использование информационных технологий террористическими группами и террористами-одиночками для достижения своих целей. Может включать использование информационных технологий для организации и приведения в исполнение атак против телекоммуникационных сетей, информационных систем и коммуникационной инфраструктуры, либо обмен информацией, а также угрозы с использованием средств электросвязи. Примерами могут служить взлом информационных систем, внесение вирусов в уязвимые сети, дефейс веб-сайтов, DoS-атаки, террористические угрозы, доставленные электронными средствами связи
Оригинальный текст (англ.)[T]he use of information technology by terrorist groups and individuals to further their agenda. This can include use of information technology to organize and execute attacks against networks, computer systems and telecommunications infrastructures, or for exchanging information or making threats electronically. Examples are hacking into computer systems, introducing viruses to vulnerable networks, web site defacing, denial-of-service attacks, or terroristic threats made via electronic communication
— Cyberterrorism National Conference of State Legislatures.
Кибертерроризмом могут быть признаны только действия индивидов, независимых групп или организаций. Любая форма кибератак, предпринимаемая правительственными и иными государственными организациями является проявлением кибервойны.

## Кибертеррористический акт
Кибертеррористический акт (кибертеракт) — политически мотивированный акт, проведенный с помощью компьютерных и коммуникационных средств, применение которых непосредственно создает или потенциально может создать опасность для жизни и здоровья людей, повлекло или может повлечь значительный ущерб материальным объектам, наступление общественно опасных последствий или целью которого является привлечение максимально возможного внимания к политическим требованиям террористов.
В киберпространстве могут быть использованы различные способы для совершения кибертеракта:
- получение несанкционированного доступа к государственным и военным секретам, банковской и личной информации;
- нанесение ущерба отдельным физическим элементам информационного пространства, например, разрушение сетей электропитания, создание помех, использование специальных программ для разрушения аппаратных средств;
- кража или уничтожение информации, программ и технических ресурсов путем преодоления систем защиты, внедрения вирусов, программных закладок;
- воздействие на программное обеспечение и информацию;
- раскрытие и угроза публикации закрытой информации;
- захват каналов СМИ с целью распространения дезинформации, слухов, демонстрации мощи террористической организации и объявления своих требований;
- уничтожение или активное подавление линий связи, неправильная адресация, перегрузка узлов коммуникации;
- проведение информационно-психологических операций и т.д[10].

## Борьба с кибертерроризмом
Угроза кибертерроризма вынуждает различные государства сотрудничать в борьбе с ним. Этим занимаются международные органы и организации: ООН, Совет Европы, Международная организация экспертов, ОЭСР, Интерпол. Все эти организации вместе с различными многосторонними неформальными партнерствами играют важную роль в координации международных усилий, построении международного сотрудничества в борьбе с преступлениями в сфере высоких технологий.